# Sãotomébronsnekduif
De sãotomébronsnekduif (Columba malherbii) is een vogel uit de familie van duiven (Columbidae). De vogel is genoemd naar de Franse natuuronderzoeker Alfred Malherbe (1804-1866).

## Verspreiding en leefgebied
Deze soort komt voor op de eilanden in de Golf van Guinee, te weten Sao Tomé, Principe (beide behorende tot Sao Tomé en Principe) en Annobón (behorende tot Equatoriaal-Guinea).

## Status
Schattingen over de populatie ontbreken, maar het lijkt met name op Principe een algemeen voorkomende soort te zijn die alleen in stedelijke gebieden zeldzamer is. Er wordt wel op flinke schaal op de Sao-Tomébronsnekduif gejaagd, zowel om zijn vlees als om de vogel in een kooi te houden. Ook kinderen jagen op deze duif.